# Fernando Casado de Torres
Fernando Casado de Torres e Irala (Zafra de Záncara, Cuenca, 30 o 31 de mayo de 1757 – Murcia, 25 de febrero de 1829), fue un marino, ingeniero hidráulico y jefe de Escuadra de la Armada, muy vinculado a los inicios de la industrialización en España. 

## Biografía
Hijo de Pablo Casado y de Rosa de Torres, ambos naturales de Zafra de Záncara. Estudió en el colegio San Fulgencio de Murcia. Ingresó en el colegio de Artillería. Realizó varios viajes al extranjero para estudiar los sistemas militares e ingenieros hidráulicos de varios países: Alemania, Dinamarca, Francia, Países Bajos, Inglaterra y Suecia. En 1783 viajó a Rusia a fin de conseguir de la corte apoyos contra Turquía. Supuestamente mantuvo relaciones con Catalina la Grande, lo cual le resultó muy favorable para sus intereses. Carlos III le concedió una importante pensión por sus trabajos en apoyo del secretario del Consejo de Indias.
En 1789 ingresó en el Cuerpo de Ingenieros Navales de la Armada. Realizó entonces nuevos comisionados en el extranjero, conociendo los yacimientos de carbón de Inglaterra y Bélgica, realizando en España experimentos con el carbón de coque. Fue comisionado al Arsenal de La Carraca en 1791 para montar una máquina de sierras que había proyectado en 1788, movida por una bomba de fuego de doble inyección. También viajó a Asturias, donde descubrió más de 80 yacimiento de carbón en el Valle del Nalón. Llevó a cabo varios proyectos para canalizar y hacer navegable el Nalón a fin de llevar el carbón desde Langreo a San Esteban de Pravia, y construyó un alto horno en Langreo, donde coincidió con Gaspar de Jovellanos, cuyo busto en yeso aparece en el retrato de Eusebio Zarza (Museo Naval, núm. 663).  Estos dos últimos proyectos no resultaron provechosos pues la navegación en el Nalón era muy costosa y el horno explotó al poco de ser inaugurado. Además, enfermó gravemente al inspeccionar él mismo el interior del horno. 

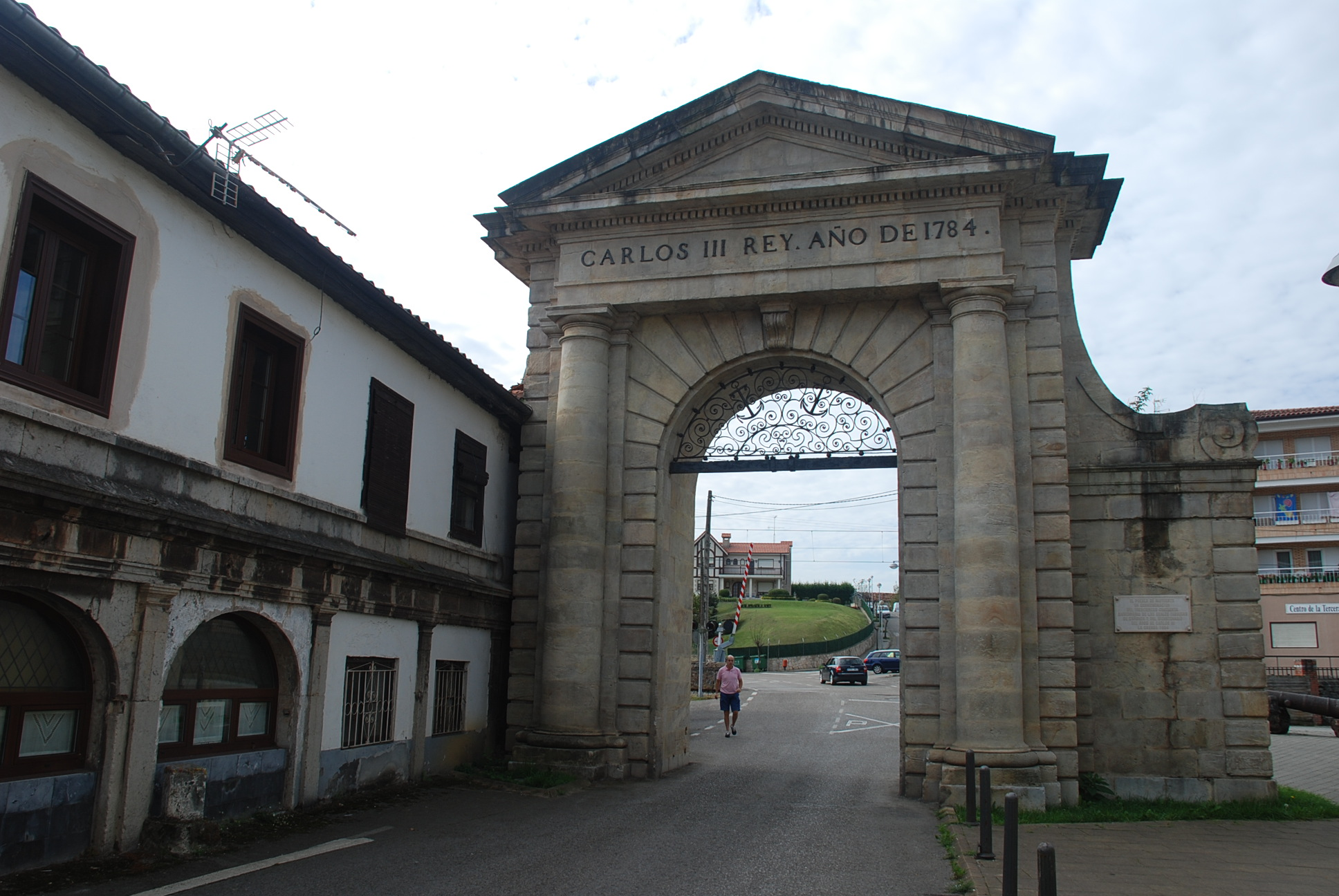
Portada de la antigua Fábrica de La Cavada

Siguió trabajando en la fábrica de La Cavada de Cantabria  y en Cádiz, mientras ascendía por sus méritos a ingeniero director. En esta última ciudad se casó con Josefa Martínez Errecarte en 1796, hija primogénita del comerciante y coleccionista Sebastián Martínez Pérez. Tras haber permanecido en La Cavada tres años, fue designado miembro de la comisión de límites entre España y Francia (cargo que repitió más adelante) y tras esto regresó a Cádiz, donde continuaría realizando trabajos en diversas infraestructuras. Cayó preso de los franceses en 1810. No presto juramento a José I, por lo que fue llevado a Madrid. Fue entonces elegido diputado en las Cortes de Cádiz, cargo que no pudo ocupar al estar retenido en Madrid. Pidió permiso para ir a Sevilla con la intención de viajar en secreto a Cádiz y lo consiguió en 1812, aunque fue sometido a un largo proceso de depuración por haber estado tanto tiempo con los franceses, proceso resuelto en 1815. Fue ascendido a jefe de Escuadra. 
En 1820 ocupó la Comandancia General del Cuerpo de Ingenieros de Marina y tras esto trabajó en Ferrol y Cartagena, pasando temporadas en su Cuenca natal. Recibió la Gran Cruz de la Real y Militar Orden de San Hermenegildo. Falleció de forma repentina en Murcia a los 73 años de edad.
En La Cavada la Asociación de amigos del Museo de la Real Fábrica de Artillería organiza anualmente el «Día de la Real Fábrica», una recreación histórica de la recepción y toma de posesión del Brigadier Casado de Torre que es declarada Fiesta de Interés Turístico Regional. 